# Mogoplistidae

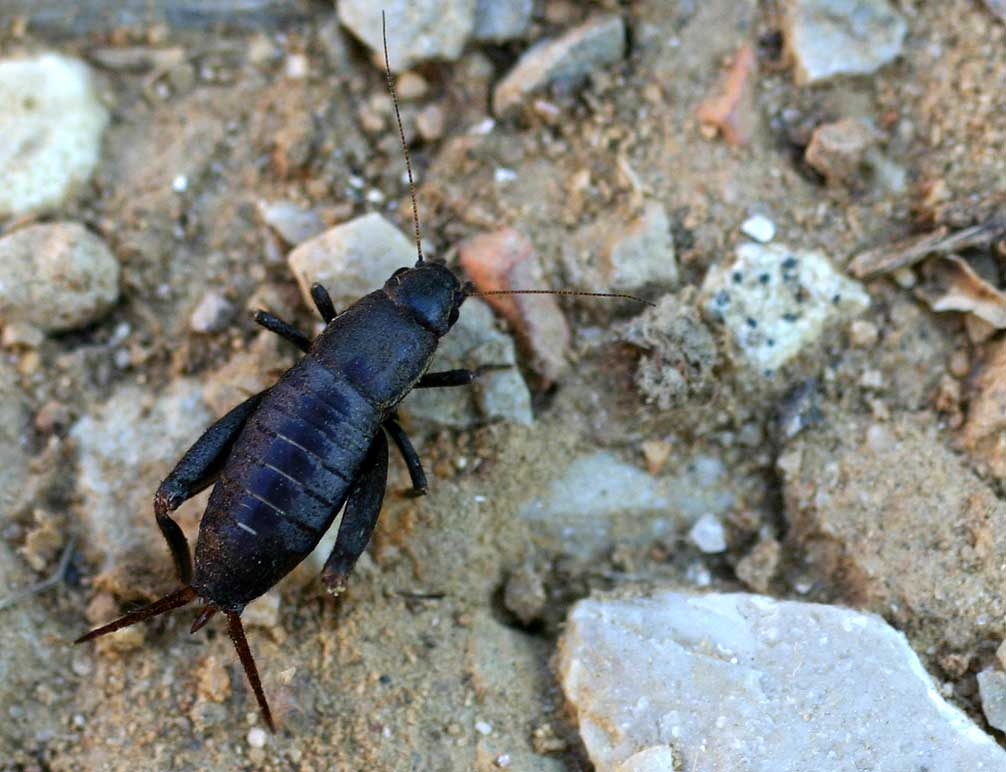
Dunkle Bodengrille (Mogoplistes brunneus)

Die Mogoplistidae sind eine Familie der Heuschrecken mit überwiegend tropischer bis subtropischer Verbreitung. Es sind 365 Arten in 30 Gattungen beschrieben, ihre tatsächliche Artenzahl liegt aber vermutlich weitaus höher.

## Merkmale
Die Tiere sind zwischen 4 und 13 Millimeter lang und damit für Heuschrecken relativ klein. Sie sind überwiegend kryptisch bräunlich gefärbt, einige Arten besitzen aber auffallende Zeichnungsmuster. Der Körperbau ist recht einheitlich: Sie sind relativ schlank und dorsoventral etwas abgeplattet. Am Kopf reicht der rundlich erweiterte Clypeus bis auf die Kopfoberseite. Das Pronotum ist relativ langgestreckt, fast immer länger als breit. Die Weibchen sind völlig flügellos (apter), bei den Männchen fehlen die Hinterflügel. Die Vorderflügel der Männchen sind in unterschiedlicher Länge immer erhalten (sie dienen zur Anlockung der Weibchen mittels Stridulation), sie sind immer kürzer als der Hinterleib; bei einigen Arten sind sie in Ruhestellung unter dem verlängerten Halsschild verborgen. Die Schienen (Tibien) der Hinterbeine tragen niemals Dornen, sind aber am Hinterende gezähnt. Die Schenkel (Femora) der Hinterbeine sind, wie bei den meisten Heuschrecken, vergrößert, die Tiere besitzen Sprungvermögen. Der gesamte Körper ist mit meist sehr kleinen, zerbrechlichen Schuppen bedeckt; diese sind oft farblos, können aber auch unterschiedlich gefärbt sein und so ein Zeichnungsmuster erzeugen. Daneben kommen oft längere Borstenhaare vor.
Das Vorhandensein von Schuppen ist für die Familie charakteristisch, im englischen Sprachraum werden sie danach als "scaly crickets" (beschuppte Grillen) bezeichnet. Die Schuppen sind blattförmig, am Ende stumpf oder etwas zugespitzt, mit einer Mittelrippe, von der in spitzem Winkel feine, zueinander parallele Seitenrippen abgehen (wie ein Laubblatt einer Blütenpflanze). Die Schuppen überlappen sich teilweise und können die gesamte Cuticula bedecken.

## Lebensweise
Die meisten Arten der Mogoplistidae sind nachtaktiv und leben in den Baumkronen von Wäldern. Sie können in tropischen Regenwäldern sehr häufig sein. Bei einer Untersuchung auf Borneo waren sie in den Kronen die zweit-individuenreichste Heuschreckengruppe, wobei die Arten ihren gesamten Lebenszyklus in den Kronen vollenden (von den fünf als Imagines nachgewiesenen Arten dieser Studie war nicht eine vorher bekannt gewesen). Daneben gibt es aber auch bodenlebende Arten. Die einzige im temperaten Europa verbreitete Art, Pseudomogoplistes vicentae ist ein Spezialist felsiger Meeresküsten, sie kommt an der Atlantikküste bis nach England vor, die mediterrane Pseudomogoplistes squamiger besitzt eine vergleichbare Lebensweise. Die Arten gelten als Allesfresser (omnivor).
Die meisten männlichen Mogoplistidae erzeugen, wie typisch für Laubheuschrecken, Paarungsgesänge durch Stridulation. Dabei werden die beiden verkleinerten Hinterflügel übereinander gerieben, wobei der umgeschlagene Rand des einen Flügels (Plektrum genannt) auf einer mit Zähnen besetzten Ader des anderen Flügels (als Feile bezeichnet) reibt; der Ton wird durch besondere Flügelfelder verstärkt. Ähnlich wie bei den Maulwurfsgrillen sind dabei die Flügel nicht nur symmetrisch, sondern werden auch mit gleicher Häufigkeit in beiden Positionen eingesetzt. Bei den Arten mit in Ruhestellung verborgenen Flügeln wird zum Stridulieren der Vorderkörper nach unten abgeknickt, so dass die Flügel freiliegen. Anders als bei Laubheuschrecken bleibt die Tonhöhe auch bei kleinen Arten, wenn auch oft sehr hoch, noch unterhalb des Ultraschall-Bereichs, sie erreicht bei der nur 5 bis 7 Millimeter langen Cycloptiloides canariensis etwa 6 Kilohertz. Alle Arten mit Stridulationsvermögen besitzen auch Tympanalorgane in den Vordertibien; dabei ist von den gewöhnlich paarigen Öffnungen bei der Familie nur ein Spalt erhalten.
Über den Lebenszyklus und die Lebensweise der meisten Arten ist nicht viel bekannt. Die nordamerikanischen Arten der Gattung Cycloptilum entwickeln überwiegend eine, wenige auch zwei Generationen im Jahr, Imagines werden vor allem im Spätsommer gefunden. Cycloptilum hesperum wurde bei der Eiablage in Holz beobachtet. Das Weibchen kaut bei dieser Art mit den Mundwerkzeugen zunächst ein Loch, in das es den langen, schwertförmigen Ovipositor einführt.

## Verbreitung
Die Familie kommt beinahe weltweit vor. In Europa leben 8 Arten, keine davon in Mitteleuropa. Die Buschgrille Arachnocephalus vestitus erreicht in Norditalien die Alpensüdseite. Verbreitungszentrum sind die Tropen der Alten Welt. Aus Australien sind 80 Arten nachgewiesen. Trotz der Flügellosigkeit werden auch isolierte ozeanische Inseln wie Ascension und St. Helena besiedelt. Es wird angenommen, dass sie die Inseln mit Treibholz erreicht haben. 

## Phylogenie und Taxonomie
Traditionell wurde die Familie als Unterfamilie Mogoplistinae der Echten Grillen (Gryllidae) aufgefasst, seit 1987 werden sie überwiegend als eigenständige Familie angesehen. Bei einer molekularen Studie anhand homologer DNA-Sequenzen ergaben sich die Gryllidae als Schwestergruppe.
Die Familie wird in zwei rezente Unterfamilien gegliedert, deren Zusammengehörigkeit nach einer molekularen Studie wahrscheinlich erscheint:
- Unterfamilie Malgasiinae mit der einzigen Gattung Malgasia. mindestens 12 Arten. Endemiten von Madagaskar, in Höhlen lebend (troglobiont); eine Art wurde außerdem 2014 von den Seychellen neu beschrieben.[15] Flügellos, ohne Tympanalorgane.
- Unterfamilie Mogoplistinae